# Rudolf Boehm
Pour les articles homonymes, voir Boehm.
Rudolf Boehm, né à Berlin le 24 décembre 1927 et mort le 29 aout 2019 à Gand (Belgique), est un philosophe allemand.
Son œuvre s'inscrit dans le sillage de la phénoménologie, même si elle rompt avec celle-ci sur plusieurs points essentiels. Rudolf Boehm a entrepris des études de mathématiques, de physique et de philosophie à Leipzig et à Rostock, où il eut Hans-Georg Gadamer et Karl-Heinz Volkmann-Schluck pour maîtres. Il fut assistant de philosophie à Rostock (1948-1949) et à Cologne (1949-1952). De 1952 à 1967 Rudolf Boehm collabora à l'édition des inédits de Edmund Husserl aux Archives-Husserl à Louvain sous la direction de Herman Leo Van Breda. En 1967, Rudolf Boehm est nommé professeur de philosophie  moderne à l'Université de Gand. Rudolf Boehm fut un des premiers lecteurs du manuscrit de Totalité et Infini d'Emmanuel Lévinas. Ainsi, il contribua à sa publication dans la collection Phaenomenologica (Editions Martinus Nijhoff), dirigée par son vieil ami et complice, Jacques Taminiaux, professeur de philosophie à Louvain-la-Neuve. En 1992, Rudolf Boehm accède à l'éméritat. Rudolf Boehm assure la direction de la revue philosophique KRITIEK, rédigée en néerlandais, ainsi que pour le Vlaams Marxistisch Tijdschrift.